# Casio PB-1000
Il Casio PB-1000 è un computer palmare prodotto dalla Casio nel 1987.
All'epoca si trattava di un prodotto assai rivoluzionario, essendo fornito di uno schermo LCD touch screen con 16 tasti incorporati, disposti in posizioni fisse in matrice di quattro per quattro.
Il computer ha una capienza di 8 KB di RAM con la possibilità di installare una scheda di espansione per la memoria da 32Kb. Il PB-1000 è programmabile in una versione personalizzata del linguaggio Assembly.